# براين هال
براين هال (بالإنجليزية: Bryn Hall)‏ هو لاعب اتحاد الرغبي نيوزيلندي، ولد في 3 فبراير 1992 في أوكلاند في نيوزيلندا.

## وصلات خارجية
- براين هال عل موقع إسبنسكروم (الإنجليزية)
- براين هال على موقع ItsRugby.co.uk (الإنجليزية)